# Federico Norcia
Federico Norcia (né le 31 mars 1904 à Lugo, dans la province de Ravenne, en Émilie-Romagne - mort le 13 juillet 1965 à Modène) est un joueur d'échecs italien.

## Carrière échiquéenne
Federico Norcia obtient le titre de maître de la Fédération italienne des échecs (Federazione Scacchistica Italiana) en 1931.
Il remporte le championnat d'échecs d'Italie  en 1952, ex æquo avec Alberto Giustolisi et Vincenzo Castaldi.